# Casavells
Casavells es una localidad española del municipio de Corsá, perteneciente a la provincia de Gerona, en la comunidad autónoma de Cataluña.

## Historia
Hacia mediados del siglo XIX, el lugar, por entonces cabeza de ayuntamiento, tenía contabilizada una población de 200 habitantes. Aparece descrito en el sexto volumen del Diccionario geográfico-estadístico-histórico de España y sus posesiones de Ultramar de Pascual Madoz de la siguiente manera:

CASAVELLS: l. cabeza de ayunt. que forma con Matajudaica en la prov. y dióc. de Gerona (3 leg.), part. jud. de La-Bisbal (1/2), aud. terr. y c. g. de Barcelona (15): sit. en una pequeña elevacion, donde le combaten los vientos de N. y O.: su clima es templado y sano; las enfermedades comunes son fiebres intermitentes y pulmonias. Tiene 50 casas distribuidas en 3 calles y una plaza; una igl. parr. (San Ginés) cuyo curato es de ingreso, y contiguo á ella el cementerio. El térm. confina N. Rupiá y Parlavá; E. Matajudaica y Ullestret; S. Castell del Ampurdá, y 0. Corsá; en él se encuentra una fuente de buenas aguas para el surtido y uso comun del vecindario. El terreno es de mediana calidad; el monte llamado Puigrodon contiene plantaciones de viñedo y de olivar, y una parte de bosque arbolado de encinas, robles y arbustos; le fertilizan los r. nombrados Rusech y Adaró, cuyas corrientes se unen y confluyen en el Ter; á las orillas del primero hay algunas alamedas de chopos y álamos. Los caminos dirigen á Figueras, La-Bisbal, Torroella de Mongrí y pueblos comarcanos, y se hallan en estado regular. El correo lo reciben en la v. de La-Bisbal. prod.: trigo, cebada, maíz , cáñamo, legumbres, aceitunas, uvas en abundancia y otras frutas; cria ganado vacuno y caballar, y el lanar con preferencia; caza de conejos, perdices, codornices, liebres y escasa pesca en los r. pobl.: 51 vec. de catastro, 200 alm. cap. prod.: 3.069,200. imp.: 76,730.
(Madoz, 1847, p. 31)

En la actualidad pertenece al municipio de Corsá. En 2022, la entidad singular de población tenía empadronados 212 habitantes y el núcleo de población 141 habitantes.

## Demografía
| Gráfica de evolución demográfica de Casavells entre 1842 y 1960 |
| |
| Población de derecho según los censos de población del INE Población de hecho según los censos de población del INEEntre el censo de 1857 y el anterior, crece el término del municipio porque incorpora a Matajudaica Entre el censo de 1970 y el anterior, este municipio desaparece porque se integra en el municipio Corsá |

## Patrimonio
En el lugar hay una iglesia bajo la advocación de San Ginés.